# Acteocina
Acteocina is een geslacht van weekdieren uit de klasse van de Gastropoda (slakken).

## Soorten
- Acteocina androyensis Bozzetti, 2009
- Acteocina apicina (Gould, 1859)
- Acteocina apiculata (Tate, 1879)
- Acteocina atrata P. S. Mikkelsen & P. M. Mikkelsen, 1984
- Acteocina bermudensis (Vanatta, 1901)
- Acteocina bullata (Kiener, 1834)
- Acteocina canaliculata (Say, 1826)
- Acteocina candei (d'Orbigny, 1841)
- Acteocina capitata (Pilsbry, 1895)
- Acteocina carinata (Carpenter, 1857)
- Acteocina cerealis (Gould, 1853)
- Acteocina conspicua (Preston, 1908)
- Acteocina crithodes (Melvill & Standen, 1901)
- Acteocina culcitella (Gould, 1853)
- Acteocina decorata (Pilsbry, 1904)
- Acteocina decurrens (Verrill & Bush, 1900)
- Acteocina estriata (Preston, 1914)
- Acteocina eumicra (Crosse, 1865)
- Acteocina excerta (Hedley, 1903)
- Acteocina exilis (Dunker, 1860)
- Acteocina eximia (Baird, 1863)
- Acteocina fusiformis A. Adams, 1850
- Acteocina gordonis (Yokoyama, 1927)
- Acteocina gracilis (A. Adams, 1850)
- Acteocina hadfieldi (Melvill & Standen, 1896)
- Acteocina harpa (Dall, 1871)
- Acteocina inconspicua Olsson & McGinty, 1958
- Acteocina inculta (Gould, 1855)
- Acteocina infrequens (C. B. Adams, 1852)
- Acteocina involuta (G. Nevill & H. Nevill, 1871)
- Acteocina isselii (Pilsbry, 1893)
- Acteocina kesenensis Nomura & Hatai, 1935
- Acteocina knockeri (E. A. Smith, 1872)
- Acteocina kristenseni De Jong & Coomans, 1988
- Acteocina lajonkaireana (Basterot, 1825) †
- Acteocina lata Valdés, 2008
- Acteocina lepta Woodring, 1928
- Acteocina liratispira (E. A. Smith, 1872)
- Acteocina mucronata (Philippi, 1849)
- Acteocina nanshaensis Lin, 1991
- Acteocina nitens (Thiele, 1925)
- Acteocina oldroydi Dall, 1925
- Acteocina olivaeformis (Issel, 1869)
- Acteocina orientalis Lin, 1983
- Acteocina parviplica (Dall, 1894)
- Acteocina perplicata (Dall, 1889)
- Acteocina protracta (Dautzenberg, 1889)
- Acteocina recta (d'Orbigny, 1841)
- Acteocina sandwicensis Pease, 1860
- Acteocina simplex (A. Adams, 1850)
- Acteocina singaporensis (Pilsbry, 1893)
- Acteocina smirna Dall, 1919
- Acteocina smithi Bartsch, 1915
- Acteocina tohokuensis (Nomura, 1939)
- Acteocina townsendi (Melvill, 1898)
- Acteocina truncatoides (Nomura, 1939)